# Nitroso

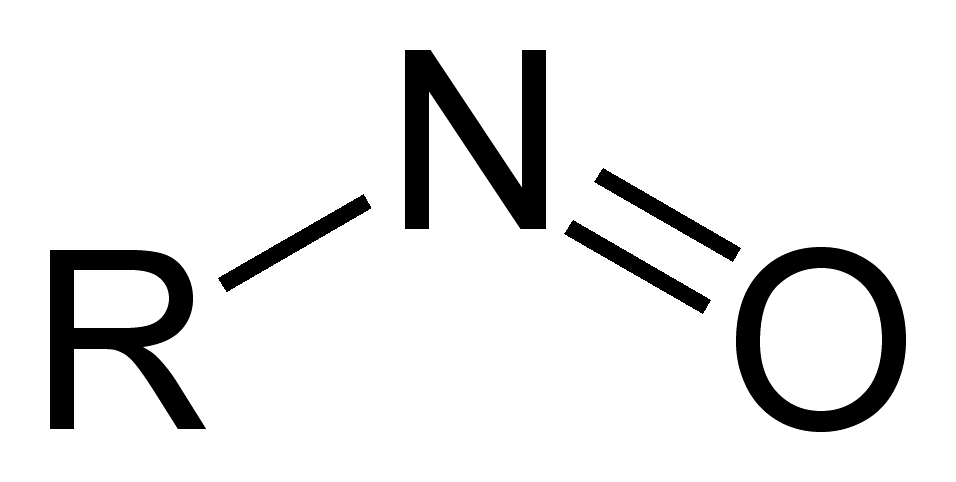
Structure générale d'un composé nitroso.

Le groupe fonctionnel −NO est appelé nitrosyle. Il possède un atome d'azote trivalent triangulaire avec un doublet libre dans le plan et non délocalisé.
- Les composés inorganiques où le groupe nitrosyle est directement lié à un atome unique ou à un groupe d'atomes inorganique sont aussi appelés nitrosyles : bromure de nitrosyle NOBr, chlorure de nitrosyle NOCl, fluorure de nitrosyle NOF, perchlorate de nitrosyle (NO)ClO4, tétrafluoroborate de nitrosyle (NO)BF4, etc. Les nitrosyles, partiellement ionisés, peuvent être considérés comme des sels de l'ion nitrosonium NO+.
- Le sulfate de nitrosyle et d'hydrogène (NO)HSO4 est appelé acide nitrosylsulfurique.
- Quand le groupe nitrosyle est un groupe lié à un radical organique R, le composé RNO est désigné par le nom du radical précédé du préfixe nitroso : nitrosobenzène C6H5NO, nitrosourée CO(NH2)2NO[a], etc.